# Phyllophaga pseudocarus
Phyllophaga pseudocarus är en skalbaggsart som beskrevs av Moron 1999. Phyllophaga pseudocarus ingår i släktet Phyllophaga och familjen Melolonthidae. Inga underarter finns listade i Catalogue of Life.